# Мост Ваньань
Мост Ваньань (кит. трад. 萬安橋, упр. 万安桥, пиньинь Wànānqiáo, палл. Ваньаньцяо) — девятисотлетний мост, расположенный в уезде Пиннань, сгоревший 7 августа 2022 года. Это был самый длинный сохранившийся деревянный мост в стране. Длина моста составляла 98,2 метра, а ширина 4,7 метра, у него было пять опор и шесть арок. На мосту находилось 38 коридорных домов.

## История
Последний из построенных мостов Ванань много раз перестраивался во времена прошлых династий.
Он был построен во времена династии Сун и имеет 931-летнюю историю. Впоследствии он был сожжен на 47-м году правления императора Канси из династии Цин (1708 год), перестроен на 7-м году правления Цяньлуна (1742 год) и отремонтирован при последующих династиях. В мае 2006 года он был объявлен шестой группой национальных подразделений по охране ключевых культурных реликвий как «один из крытых мостов на северо-востоке провинции Фуцзянь». В ноябре 2012 года он был включен в предварительный список всемирного культурного наследия Китая.
Вечером 6 августа 2022 года на Ваньанском мосту произошел пожар, потушенный в 22:45 той же ночи, корпус моста сгорел и обрушился. Должностные лица округа Пиннань заявили, что расследуют и выяснят причину пожара, а также приступят к защитным и ремонтным работам.

## Другие мосты
Деревянные арочные мосты в Пиннане были изначально построены во время династии Сун — мост Ванань, мост Цяньчэн, мост Лунцзин, мост Байсян и мост Гуанли. Во времена династии Юань был построен мост Гуанфу; в эпоху династий Мин и Цин были построены мосты Лунцзинь, Цзиньцзо, Цинъянь, Хуйфэн, Сили, Чжанкоу и Инфэн.